# Marin Ireland

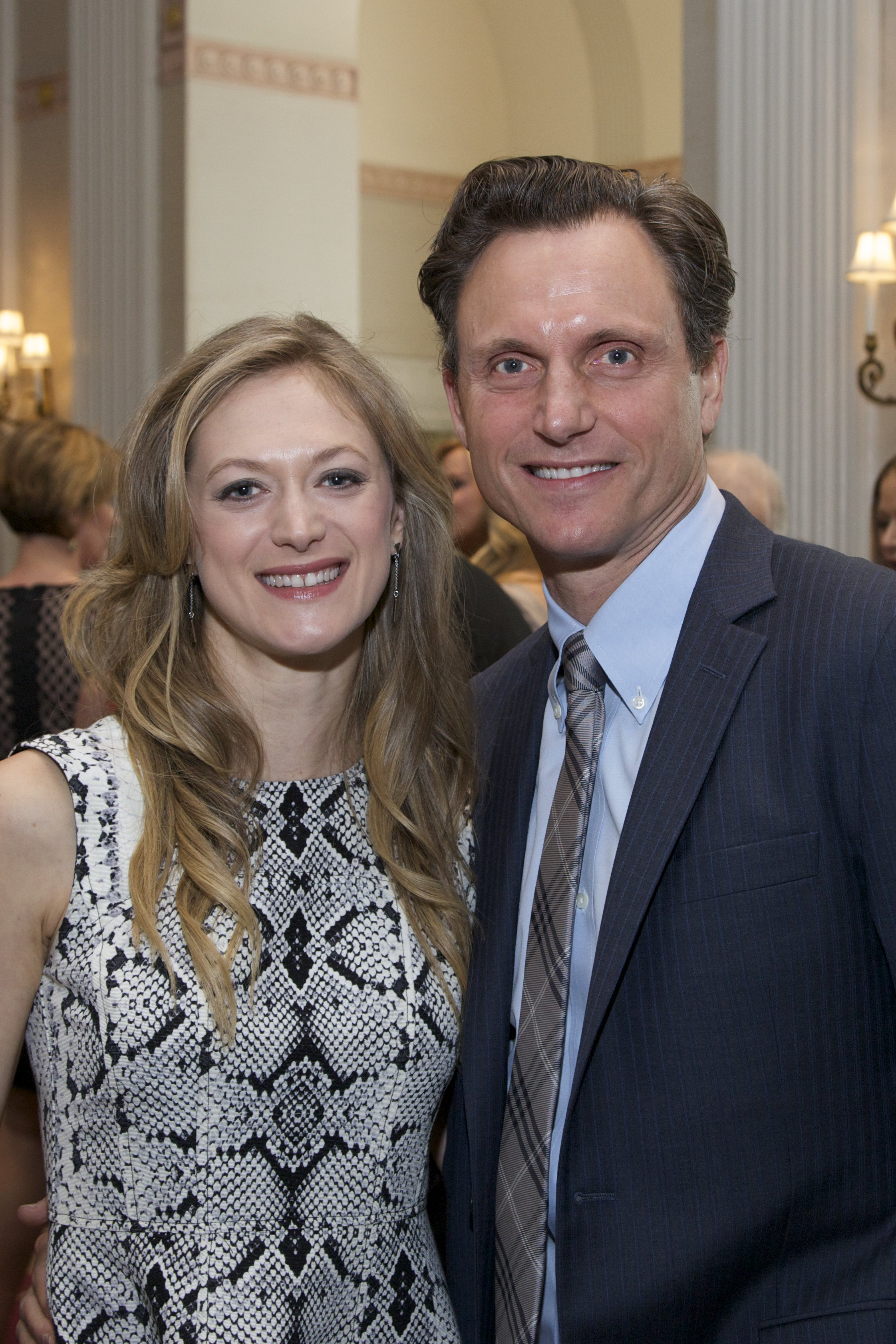
Marin Ireland i Tony Goldwyn (2014)

Marin Yvonne Ireland (ur. 30 sierpnia 1979 w Camarillo) – amerykańska aktorka, która wystąpiła m.in. w filmach Irlandczyk, Aż do piekła i Złe wychowanie Cameron Post. Nominowana do nagrody Tony za rolę w sztuce reasons to be pretty.

## Filmografia

### Filmy
| Rok  | Tytuł                             | Rola               | Uwagi           |
| ---- | --------------------------------- | ------------------ | --------------- |
| 2004 | Kandydat                          | Army Transcriber   |                 |
| 2007 | Suburban Girl                     | Katie              |                 |
| 2007 | Mercy                             | Joyce              | krótkometr.     |
| 2007 | Jestem legendą                    | ewakuowana kobieta |                 |
| 2008 | The Understudy                    | Rebecca            |                 |
| 2008 | Rachel wychodzi za mąż            | Angela Paylin      |                 |
| 2008 | Zaginiony diament                 | Esmeralda          |                 |
| 2008 | If You Could Say It in Words      | Sadie Mitchell     |                 |
| 2008 | Droga do szczęścia                | Party Guest        |                 |
| 2009 | Brief Interviews with Hideous Men | Samantha           |                 |
| 2010 | Megafauna                         | Anna               | krótkometr.     |
| 2012 | 28 pokoi hotelowych               | Woman              |                 |
| 2012 | Future Weather                    | Tanya              |                 |
| 2012 | Allison                           | Allison            | krótkometr.     |
| 2012 | Dwoje do poprawki                 | Molly              |                 |
| 2012 | The Letter                        | Anita              |                 |
| 2012 | Stars in Shorts                   | Wife               | segment Sexting |
| 2012 | Sparrows Dance                    | Woman in Apartment |                 |
| 2013 | Side Effects                      | Upset Visitor      |                 |
| 2013 | Bottled Up                        | Sylvie             |                 |
| 2014 | Glass Chin                        | Ellen Doyle        |                 |
| 2014 | Take Care                         | Laila              |                 |
| 2014 | Kill Me                           | Lucy               | krótkometr.     |
| 2015 | Rodzina Fangów                    | Suzanne Crosby     |                 |
| 2015 | Uczucie lata                      | Nina               |                 |
| 2016 | Aż do piekła                      | Debbie Howard      |                 |
| 2016 | In the Radiant City               | Laura Yurley       |                 |
| 2017 | Dziwni goście                     | Crystal            |                 |
| 2017 | Aardvark                          | Jenny              |                 |
| 2017 | Sollers Point                     | Kate               |                 |
| 2017 | Some Freaks                       | Georgia            |                 |
| 2018 | Piercing                          | Chevonne           |                 |
| 2018 | Złe wychowanie Cameron Post       | Bethany            |                 |
| 2019 | Light from Light                  | Shelia             |                 |
| 2019 | Irlandczyk                        | Dolores Sheeran    |                 |
| 2020 | Nora Highland                     | Linda              |                 |
| 2020 | Szept i mrok                      | Louise             |                 |
| 2020 | The Empty Man                     | Nora Quail         |                 |
| 2020 | The Man in the Woods              | Louise Roethke     |                 |
| 2021 | Treat                             | Debra              |                 |

### Telewizja
| Rok       | Tytuł                | Rola            | Uwagi                   |
| --------- | -------------------- | --------------- | ----------------------- |
| 2011      | Mildred Pierce       | Letty           | miniserial; 5 odc.      |
| 2011      | A Gifted Man         | Elena           | 3 odc.                  |
| 2011–2012 | Homeland             | Aileen Morgan   | 5 odc.                  |
| 2012–2014 | Dochodzenie          | Liz Holder      | 2 odc.                  |
| 2012      | Boss                 | Claire Mann     | 4 odc.                  |
| 2014      | The Divide           | Christine Rosa  | 8 odc.                  |
| 2014      | Masters of Sex       | Pauline Masters | 3 odc.                  |
| 2015      | Incydent             | Sandi Apostolou | 8 odc.                  |
| 2015      | Dziewczyny           | Logan           | 3 odc.                  |
| 2015–2019 | Sneaky Pete          | Julia Bowman    | w gł. obsadzie; 30 odc. |
| 2017      | Flint                | Melissa Mays    | film TV                 |
| 2020      | The Good Doctor      | Vera Bernard    | 2 odc.                  |
| 2020      | The Umbrella Academy | Sissy           | 10 odc.                 |
| 2021      | Y: The Last Man      | Nora            | w gł. obsadzie          |
| 2022      | Gaslit               | Judy Hoback     | 2 odc.                  |

Pojawiła się także w wielu pojedynczych odcinkach seriali, jak np. Prawo i porządek i jego spin-offy - Zbrodniczy zamiar oraz Sekcja specjalna.